# José Velázquez
 José Guadalupe Velázquez Alarcón (Jalisco, 12 de agosto de 1923 - 1959) foi um futebolista mexicano que atuava como atacante.

## Carreira
José Velázquez fez parte do elenco da Seleção Mexicana de Futebol, na Copa de 1950.